# James Surowiecki
James Surowiecki (né en 1967) est un journaliste américain. Il participe au New Yorker.